# Actinotus moorei
Actinotus moorei là một loài thực vật có hoa trong họ Hoa tán. Loài này được F.Muell. ex Rodway mô tả khoa học đầu tiên năm 1896.